# Hana Šuster Erjavec
Hana Šuster Erjavec, slovenska ekonomistka in političarka, * 10. november 1975.

## Življenjepis
Hana Šuster Erjavec se je rodila 10. 11. 1975 v Celju. Po osnovni šoli, ki jo je obiskovala v Žalcu, je šolanje nadaljevala na 1. gimnaziji v Celju. Nato je nadaljevala s študijem ekonomije. Dodiplomski študij je zaključila na Poslovno-ekonomski fakulteti Univerze v Mariboru, smer mednarodna menjava. Nadaljevala je z rednim podiplomskim študijem poslovodenja in organizacije na Ekonomski fakulteti Univerze v Ljubljani na smeri marketing in pridobila naziv magistrica poslovodenja in organizacije. Leta 2010 je na Ekonomski fakulteti Univerze v Ljubljani zagovarjala doktorsko disertacijo z naslovov "Vpliv tržne strukture na zadovoljstvo porabnikov storitev: konceptualni model in empirična preverba" in pridobila naziv doktorica znanosti.
Svojo poklicno pot je začela v gospodarstvu, kjer je delala v marketinških oddelkih različnih podjetij, tako zasebnih kot državnih. Nato je poklicno pot nadaljevala kot predavateljica na fakulteti, leta 2010 je pridobila naziv docentke za področje trženja. Med leti 2014 in 2017 je bila podžupanja Občine Žalec. Bila je vodja implementacije turističnega projekta fontana piv Zeleno zlato. Danes opravlja delo direktorice v Zdravstvenem domu "dr. Jožeta Potrate" Žalec.
Leta 1997 je bila na osnovi svojih študijskih dosežkov kot študentka EPF Maribor izbrana za dodelitev štipendije programa CEPUS za eno semestrski študij na Univerzi ekonomskih znanosti (BUES) v Budimpešti. Leta 1998 je bila kot absolventka EPF Maribor en semester na Poslovni akademiji (EBA) v Esbjergu na Danskem, kjer je raziskovala in pripravljala diplomsko delo z naslovom »Uspešno vključevanje majhnega gospodarstva v mednarodno menjavo na primeru Danske«. Leta 2010 je v okviru Erasmus Staff Mobility programa predavala na Ekonomski Univerzi v Bratislavi (Ekonomická univerzita v Bratislave), leta 2013 pa je predavala na Ekonomski univerzi v Granadi (Universidad, Faculdad de Ciencias Economicas y Empresariales).
Je članica Beta Gamma Sigma - mednarodnega častnega združenja najboljših študentov in diplomantov poslovnih ved AACSB akreditiranih šol.
Je avtorica znanstvene monografije “Vpliv tržne strukture na zadovoljstvo porabnikov storitev” izdane pri založbi Ekonomske fakultete v Ljubljani in avtorica več izvirnih znanstvenih člankov v uglednih domačih in tujih revijah. Je avtorica ali soavtorica skupaj 27 znanstvenih člankov na mednarodnih znanstvenih konferencah doma in v tujini.
Je pooblaščenka župana Občine Žalec in aktivna na področju mednarodnega sodelovanja. Je mama treh otrok.